# Peyton Young
Hobart Peyton Young (nacido el 9 de marzo de 1945) es un  teórico de juegos y economista conocido por sus contribuciones a la teoría de juegos evolutiva y su aplicación al estudio de institucional y el cambio tecnológico, así como la teoría del aprendizaje en los juegos. Actualmente es Profesor del Centenario en la Escuela de Economía de Londres, Profesor investigador en el Nuffield College de Oxford, y Director de la Oficina de Investigación Financiera en el Departamento del Tesoro. Anteriormente fue el titular de la Cátedra James Meade de Economía en la Universidad de Oxford.

## Educación y carrera
En 1966, se graduó cum laude en Estudios Generales de la Universidad de Harvard. Completó un doctorado en Matemáticas en la Universidad de Míchigan en 1970, donde se graduó con el premio de tesis Sumner B. Myers por su trabajo en matemáticas combinatorias.
Su primer puesto académico fue en la Escuela de Graduados de la City University of New York como Profesor Asistente y luego Profesor Asociado, desde 1971 hasta 1976. De 1976 a 1982, Young fue Research Scholar y Vicepresidente de la División de Ciencias de Sistemas y Decisión en el Instituto de Análisis de Sistemas Aplicados, en Austria. Luego fue nombrado Profesor de Economía y Política Pública en la Escuela de Asuntos Públicos de la Universidad de Maryland, College Park de 1992 a 1994. Young fue profesor de Economía de la Cátedra Scott & Barbara Black en la Universidad Johns Hopkins desde 1994, hasta su traslado a Oxford. como profesor de la Cátedra de economía James Meade en 2007. Ha sido profesor Centennial en la London School of Economics desde 2015 y sigue siendo profesor asociado en el Nuffield College de Oxford.
Peyton Young fue nombrado miembro de la Econometric Society en 1995 y miembro de la Academia Británica en 2007. Fue presidente de Game Theory Society desde 2006 a 2008. Ha publicado ampliamente sobre aprendizaje en juegos, la evolución de normas e instituciones sociales, teoría cooperativa de juegos, negociación, impuestos y asignación de costos, representación política, procedimientos de votación y justicia distributiva.

## Contribuciones

### El método Kemeny-Young
El método Kemeny-Young es un sistema de votación que usa opciones preferenciales y recuentos de comparación por parejas para identificar las elecciones más populares en una elección. Es un método de Condorcet porque si hay un ganador de Condorcet, siempre se clasificará como la opción más popular.
El método Kemeny-Young fue desarrollado por John Kemeny en 1959. Young y Levenglick (1978) demostraron que este método era el único método neutral que satisfacía el refuerzo y el criterio de Condorcet. En otros artículos (Young 1986, 1988, 1995, 1997), Young adoptó un enfoque epistémico para la agregación de preferencias: supuso que había un orden de preferencia objetivamente "correcto", pero desconocido sobre las alternativas, y los votantes reciben señales claras de este verdadero orden de preferencia (ver el teorema del jurado de Condorcet). Usando un modelo probabilístico simple para estas señales, Young demostró que el método Kemeny-Young era el estimador de máxima verosimilitud del verdadero orden de preferencia. Young además argumenta que el propio Condorcet conocía la regla Kemeny-Young y su interpretación de máxima verosimilitud, pero no pudo expresar claramente sus ideas.

### Teoría evolutiva de juegos
Los conceptos convencionales de estabilidad dinámica, incluido el concepto de estrategia evolutivamente estable, identifican estados a partir de los cuales pequeñas desviaciones únicas se autocorrigen. Estos conceptos de estabilidad no son apropiados para el análisis de sistemas sociales y económicos constantemente perturbados por comportamientos y errores, y choques individuales y agregados. Sobre la base de la teoría de Freidlin y Wentzell (1984) de grandes desviaciones para procesos de tiempo continuo, Dean Foster y Peyton Young (1990) desarrollaron el concepto más poderoso de estabilidad estocástica: "El conjunto estocásticamente estable [SSS] es el conjunto de estados tales que, a la larga, es casi seguro que el sistema se encuentra dentro de cada conjunto abierto que contiene S, ya que el ruido tiende lentamente a cero "[p. 221]. Este concepto de solución creó un gran impacto en la economía y en la teoría de juegos después de que Young (1993) desarrollara una versión más manejable de la teoría para cadenas de Markov de estado finito general. Un estado es estocásticamente estable si atrae un peso positivo en la distribución estacionaria de la cadena de Markov. Young desarrolla potentes herramientas de teoría de gráficos para identificar los estados estocásticamente estables.
En un influyente libro, Estrategia individual y estructura social, Young ofrece una exposición clara y compacta de los principales resultados en el campo de la teoría de juegos evolutivos estocásticos. Presenta su modelo de interacciones sociales llamado 'juego adaptativo'. Los agentes se seleccionan al azar de una gran población para jugar un juego fijo. Eligen una mejor respuesta miope, basada en una muestra aleatoria de jugadas anteriores del juego. La evolución de la historia del juego (limitada) está descrita por una cadena finita de Markov. El comportamiento o los errores perturban constantemente el proceso, de modo que cada estado es accesible desde cualquier otro. Esto significa que la cadena de Markov es ergódica, por lo que existe una distribución estacionaria única que caracteriza el comportamiento a largo plazo del proceso. Un trabajo reciente de Young y sus coautores encuentra que las dinámicas evolutivas de este y otros tipos pueden transitar rápidamente a equilibrios estables desde el punto de vista local, cuando las perturbaciones son pequeñas pero no se desvanecen (Arieli y Young 2016, Kreindler y Young 2013, Kreindler y Young 2014).
La teoría se usa para mostrar que en los juegos de coordinación 2x2, el equilibrio dominante de riesgo se jugará prácticamente todo el tiempo, a medida que el tiempo vaya hasta el infinito. También arroja una prueba formal del resultado de Thomas Schelling (1971) de que la segregación residencial surge en el nivel social incluso si ningún individuo prefiere ser segregado. Además, la teoría "demuestra cómo pueden surgir conceptos de soluciones de alta racionalidad en la teoría de juegos en un mundo poblado por agentes de baja racionalidad" [p. 144]. En los juegos de negociación, Young demuestra que las soluciones de negociación de Nash (1950) y Kalai-Smorodinsky (1975) surgen de las acciones descentralizadas de agentes acotados y racionales sin conocimiento común.

### Aprendiendo en los juegos
Mientras que la teoría de juegos evolutiva estudia el comportamiento de grandes poblaciones de agentes, la teoría del aprendizaje en juegos se centra en si las acciones de un pequeño grupo de jugadores terminan conformándose a alguna noción de equilibrio. Este es un problema desafiante, porque los sistemas sociales son autorreferenciales: el acto de aprender cambia lo que se debe aprender. Existe una retroalimentación compleja entre las creencias de un jugador, sus acciones y las acciones de los demás, lo que hace que el proceso de generación de datos sea excesivamente no estacionario. Young ha hecho numerosas contribuciones a esta literatura. Foster y Young (2001) demuestran el fracaso de las reglas de aprendizaje bayesiano para aprender equilibrios mixtos en juegos de información incierta. Foster y Young (2003) introducen un procedimiento de aprendizaje en el cual los jugadores formulan hipótesis sobre las estrategias de sus oponentes, que de vez en cuando prueban contra el juego pasado de sus oponentes. Al retroceder de la racionalidad de esta manera, Foster y Young muestran que existen procedimientos de aprendizaje naturales y robustos que conducen al equilibrio de Nash en juegos de formas normales generales.
La literatura reciente sobre el aprendizaje en juegos se revisa elegantemente en el libro de Young de 2004, Strategic Learning and its Limits.

### Normas sociales
En una serie de documentos, Young ha aplicado las técnicas de la teoría de juegos evolutiva estocástica al estudio de las normas sociales (ver Young 2015). La teoría identifica cuatro características clave de la dinámica de normas.
1. Persistencia: una vez que las normas están en su lugar, persisten durante largos períodos de tiempo a pesar de las condiciones externas cambiantes.
2. Punto de inflexión: cuando las normas cambian, lo hacen de repente. Las desviaciones de una norma establecida pueden ocurrir incrementalmente al principio. Una vez que se forma una masa crítica de desviadores, sin embargo, la nueva norma se propaga rápidamente a través de la población.
3. Compresión: las normas implican que el comportamiento (por ejemplo, las edades de jubilación, los contratos de cultivo compartido) exhibe un mayor grado de conformidad y menor capacidad de respuesta a las condiciones económicas que lo predicho por los modelos económicos estándar.
4. Conformidad local / diversidad global: una norma es uno de los muchos equilibrios posibles. La compresión implica que las personas que están estrechamente conectadas se ajustan bastante a una norma particular. Al mismo tiempo, la presencia de equilibrios múltiples implica que los individuos menos conectados en la población podrían llegar a una norma muy diferente.

Estas predicciones se confirman en el trabajo empírico. Varias regularidades fueron descubiertas en el estudio de Young y Burke (2001) sobre los contratos de participación en los cultivos en Illinois, que hizo uso de información detallada sobre los términos de los contratos en varios miles de granjas de diferentes partes del estado. 

### La difusión de las innovaciones
Young también realizó importantes contribuciones para comprender la difusión de nuevas ideas, tecnologías y prácticas en una población. La difusión de normas sociales particulares puede analizarse dentro del mismo marco. En el transcurso de varios artículos (Young 2003, Young 2011, Kreindler y Young 2014), Young ha mostrado cómo la topología de una red social afecta la velocidad y la naturaleza de la difusión bajo determinadas reglas de adopción a nivel individual.
En un influyente artículo de 2009, Young dirigió su atención a la dinámica de difusión que puede resultar de las diferentes reglas de adopción en una población bien mezclada. En particular, distinguió entre tres clases diferentes de modelos de difusión:
1. Contagio: las personas adoptan una innovación (una nueva idea, producto o práctica) después del contacto con los adoptantes existentes.
2. Influencia social: es probable que los individuos adopten una innovación cuando una masa crítica de individuos en su grupo la haya adoptado.
3. Inclinación social: las personas observan los beneficios de los adoptantes y adoptan la innovación cuando estos beneficios son lo suficientemente altos.

El tercer proceso de adopción está más relacionado con la optimización del comportamiento y, por lo tanto, con los enfoques estándar en economía. Sin embargo, los dos primeros procesos son los que se centran en la vasta literatura sociológica y de marketing sobre el tema.
Young caracterizó la dinámica media de cada uno de estos procesos bajo formas generales de heterogeneidad en creencias y preferencias individuales. Si bien cada una de las dinámicas arroja una curva de adopción familiar en forma de S, Young mostró cómo el proceso de adopción subyacente puede inferirse a partir de la curva de adopción agregada. Resulta que cada proceso deja una huella distinta. Pasando a los datos sobre la adopción de maíz híbrido en los Estados Unidos, Young presentó evidencia de aceleración superexponencial en las primeras etapas de adopción, un sello distintivo del aprendizaje social.

## Artículos Seleccionados de referencia
- I. Arieli and H.P Young, "Stochastic Learning Dynamics and Speed of Convergence in Population Games", Econometrica, 84 (2016), 627-676.
- D. Foster and H.P Young, "Stochastic Evolutionary Game Dynamics", Theoretical Population Biology, 38 (1990), 219-232.
- D. Foster and H.P Young, "On the Impossibility of Predicting the Behavior of Rational Agents", Proceedings of the National Academy of Sciences of the USA,  98, no. 22 (2001), 12848-12853.
- D. Foster and H.P Young, "Learning, Hypothesis Testing, and Nash Equilibrium",  Games and Economic Behavior, 45 (2003), 73-96.
- D. Foster and H.P Young, "Gaming Performance Fees by Portfolio Managers", Quarterly Journal of Economics, 125 (2010), 1435-1458.
- J. Kemeny, "Mathematics without numbers", Daedalus, 88 (1959), 577-591.
- G. Kreindler and H.P Young, "Fast Convergence in Evolutionary Equilibrium Selection", Games and Economic Behavior, 80 (2013), 39-67.
- G. Kreindler and H.P Young, "Rapid Innovation Diffusion in Social Networks", Proceedings of the National Academy of Sciences, 111 Suppl 3 (2014), 10881-10888.
- B.S.R. Pradelski and H.P Young, "Learning Efficient Nash Equilibria in Distributed Systems", Games and Economic Behavior, 75 (2012), 882-897.
- H. P. Young and A. Levenglick, "A Consistent Extension of Condorcet's Election Principle (enlace roto disponible en Internet Archive; véase el historial, la primera versión y la última).", SIAM Journal on Applied Mathematics 35, no. 2 (1978), 285–300.
- H. P. Young, "Condorcet's Theory of Voting", American Political Science Review 82, no. 2 (1988), 1231-1244.
- H. P. Young, "Optimal ranking and choice from pairwise comparisons", in Information pooling and group decision making edited by B. Grofman and G. Owen (1986), JAI Press, 113-122.
- H.P Young, "The Evolution of Conventions", Econometrica, 61 (1993), 57-84.
- H.P Young, "An Evolutionary Model of Bargaining", Journal of Economic Theory, 59 (1993), 145-168.
- H. P. Young, "Optimal Voting Rules", Journal of Economic Perspectives 9, no.1  (1995), 51-64.
- H. P. Young, "Group choice and individual judgements", Chapter 9 of Perspectives on public choice: a handbook, edited by Dennis Mueller (1997) Cambridge UP., pp. 181–200.
- H.P Young and M.A. Burke, "Competition and Custom in Economic Contracts: A Case Study of Illinois Agriculture", American Economic Review, 91 (2001), 559-573.
- H.P Young, "The Diffusion of Innovations in Social Networks” in  The Economy as a Complex Evolving System, vol. III, Lawrence E. Blume and Steven N. Durlauf, eds. Oxford University Press, (2003).
- H.P Young, "Innovation Diffusion in Heterogeneous Populations: Contagion, Social Influence and Social Learning", American Economic Review, 99 (2009), 1899–1924.
- H.P Young, "Learning by Trial and Error", Games and Economic Behavior, 65 (2009), 626-643.
- H.P Young, "The Dynamics of Social Innovation”, Proceedings of the National Academy of Sciences, 108, No. 4 (2011), 21285-21291.
- H.P Young, "The Evolution of Social Norms", Annual Review of Economics, 7 (2015), 359–87.

## Libros
- H. Peyton Young (2004). Strategic Learning and Its Limits. Oxford UK: Oxford University Press. Contents and introduction. (enlace roto disponible en Internet Archive; véase el historial, la primera versión y la última).
- (2001). Fair Representation, 2nd edition (with M. L. Balinski). Washington, D. C.: The Brookings Institution. Contents and introduction. (enlace roto disponible en Internet Archive; véase el historial, la primera versión y la última).
- (1998). Individual Strategy and Social Structure: An Evolutionary Theory of Institutions. Princeton, NJ: Princeton University Press. Contents and introduction. (enlace roto disponible en Internet Archive; véase el historial, la primera versión y la última).
- (1994). Equity: In Theory and Practice. Princeton NJ: Princeton University Press. Contents and introduction. (enlace roto disponible en Internet Archive; véase el historial, la primera versión y la última).

## Otras referencias
1. ↑  «Membership». Game Theory Society (en inglés estadounidense). 16 de noviembre de 2017. Consultado el 1 de marzo de 2018.

- Datos: Q7179637